# Rip Torn
Elmore Rual «Rip» Torn Jr. (Temple, Texas, 6 de febrero de 1931-Lakeville, Connecticut, 9 de julio de 2019) fue un actor estadounidense que trabajó más de 50 años en cine, televisión y teatro.

## Biografía
Estudió en la Universidad de Texas. Viajó a Hollywood haciendo auto-stop con la idea de hacerse una estrella de cine, pero el éxito no le vino de la noche a la mañana, como él había esperado, y tuvo que pluriemplearse haciendo pequeños trabajos mientras que de vez en cuando actuaba en la televisión.[cita requerida]
Serio con sus estudios de arte se desplazó a la Ciudad de Nueva York donde estudió con Lee Strasberg en la academia de Actores, también estudió baile con Marta Graham. Rip se estrenó en Broadway el 10 de marzo de 1959 en la obra Dulce pájaro de juventud, de Tennessee Williams, junto a Paul Newman y Geraldine Page; participaría con ellos también en la adaptación cinematográfica de 1962. 16 años después igualmente sobre los escenarios de Broadway, Torn repetiría autor con la obra El zoo de cristal.[cita requerida]
En el mundo del cine trabajó mayormente en papeles secundarios, si bien su historial suma varios filmes de renombre, como: Baby Doll y Un rostro en la multitud de Elia Kazan, la superproducción Rey de reyes de Nicholas Ray, El hombre que vino de las estrellas (protagonizado por David Bowie), El Señor de las bestias, Nadine, los taquilleros Hombres de negro y Hombres de negro II, y María Antonieta de Sofia Coppola.
Su interpretación en una serie de televisión con el papel de Artie le hizo ganar un Emmy en 1996 como Mejor Actor Secundario. Rip creó su propia compañía de teatro, con la que dirigió a su hija Angelica y a su hijo John en Strangers in the Land of Canaan, de John Paul Alexander, en el Actors' Studio.[cita requerida]
Rip Torn estuvo casado de 1956 a 1961 con la actriz Ana Wedgeworth, de la que se divorció para casarse con Geraldine Page, con la que permaneció casado hasta su muerte, en 1987. Poco antes de la muerte de su esposa se hizo público que mantuvo una relación extramatrimonial de la cual tuvo un hijo, mientras que con su esposa tuvo tres hijos.[cita requerida]

## Vida personal

### Familia
Estuvo casado en tres ocasiones, tuvo seis hijos y cuatro nietos. Estuvo casado primero con la actriz Ann Nedgeworth, de 1956 a 1961, año en que se divorciaron. Tuvieron una hija, Danae Torn.[cita requerida]
En 1963, se casó con Geraldine Page; permanecieron casados hasta la muerte de ella en 1987. Tuvieron una hija, la actriz Angelica Page, y dos hijos mellizos: Tony Torn y Jon Torn (un profesor asociado en Electronic Media y en Film Northern Arizona University). Torn aparentemente se deleitó en el hecho que el timbre de su casa en Nueva York se leía Torn Page.[cita requerida]
Su tercer matrimonio fue con la actriz Amy Wright, en 1989. Tuvieron dos hijos, Katie y Claire Torn.[cita requerida]

### Problemas legales
El 29 de enero de 2010, fue arrestado después de causar destrozos en una sucursal de Litchfield Bancorp, Lakeville, Conneticut, donde tenía su residencia. Cargaba un arma de fuego sin permiso, estando en estado de embriaguez en primer grado y traspasando del segundo al tercer grado de comportamiento criminal. La policía estatal informó que había realizado destrozos dentro del banco pensando que estaba en su casa. Se presentó a la Corte acompañado de su abogado, el cual mencionó que su cliente necesita ayuda por el abuso del alcohol y que necesitaba de tratamiento inicial de manera inmediata en el estado de Nueva York. Fue liberado con el pago de una fianza de $100.000.
Como una condición para su liberación, fue evaluado por abuso de sustancia. El 11 de agosto de 2010, se le hizo una prueba especial relacionada con la escritura de su nombre el cual debía de ser claro. Tomando el jurado los antecedentes de abuso en el consumo de alcohol, posesión de un arma de fuego estando ebrio recibió la sentencia mínima de un año. El 14 de diciembre de 2010, se declaró culpable de imprudencia temeraria, conducta criminal y posesión de un arma de fuego. Recibió condena de dos años y medio la cual fue suspendida quedando en tres años en custodia para no entrar a la cárcel.

## Muerte
Murió el 9 de julio de 2019 en su hogar en Lakeville, Connecticut, a la edad de 88 años.[cita requerida]

## Filmografía
- Baby Doll (1956)
- Un rostro en la multitud (1957)
- La cima de los héroes (1959)
- Rey de reyes (1961)
- Dulce pájaro de juventud (1962)
- El rey del juego (The Cincinnati Kid) (1965)
- You're a Big Boy Now (1966)
- Playa roja (1967)
- El hombre que vino de las estrellas (1976)
- Coma (1977)
- Escalada al poder (1979)
- La fuerza de la tierra (1979)
- El Señor de las bestias (1982)
- Los mejores años de mi vida (1983)
- Songwriter (1984)
- Ciudad muy caliente (1984)
- Elliot (1984)
- Nadine (1987)
- Traición sin límites (1987)
- Defending Your Life (1991)
- Recuerdos que matan (1992)
- Robocop 3 (1992)
- The Show of Larry Sanders (1992-1998)
- Abajo el periscopio (1995)
- Operación Canadá (1995)
- No pierdas el juicio (1997)
- Hércules (Voz) (1997)
- Hombres de negro (1997)
- Experimento chiflado (1998)
- The Insider (1999)
- Jóvenes prodigiosos (2000)
- Wonder Boys (2000)
- Freddy el colgao (2001)
- Hombres de negro II (2002)
- Bienvenido a Mooseport (2004)
- Eulogy (2004)
- Dodgeball: A True Underdog Story (2004)
- Míos, tuyos y nuestros (2005)
- The Sisters (2005)
- Forty Shades of Blue (2005)
- Pequeños grandes héroes (2006)
- María Antonieta (2006).
- Zoom y los superhéroes (2006)
- Bee Movie (Voz) (2007)

## Premios y distinciones
Premios Óscar
| Año  | Categoría                       | Película                    | Resultado |
| ---- | ------------------------------- | --------------------------- | --------- |
| 1984 | Óscar al mejor actor de reparto | Los mejores años de mi vida | Nominado  |